# Wrzask
Wrzask – wieś w Polsce, położona w województwie łódzkim, w powiecie zgierskim, w gminie Stryków.
W latach 1975–1998 miejscowość należała administracyjnie do ówczesnego województwa łódzkiego.
Przed 2023 r. miejscowość była częścią wsi Gozdów.